# Erstes Haus Valois
Das Erste Haus Valois (im Unterschied zu und als zeitlicher Vorgänger des königlichen Hauses Valois) ist die Familie der ersten Grafen von Ostervant, Amiens, Valois, Vexin etc. Sie ist ab dem Ende des 9. Jahrhunderts bezeugt und starb Ende des 11. Jahrhunderts aus.
Die bekanntesten Familienmitglieder sind Graf Raoul IV., † 1074, der um 1061 Anna von Kiew heiratete, die zu dieser Zeit bis 1067 Regentin von Frankreich für ihren unmündigen Sohn, König Philipp I., war, sowie dessen Sohn Simon, der sich unverheiratet und ohne Erben ins Kloster zurückzog und aus diesem Anlass seinen Besitz verteilte:
- Sein Stiefbruder König Philipp I. erhielt das Vexin, sowie die Abteien Abtei Saint-Denis und Corbie
- Foulques, der Vetter seines Vaters und Bischof von Amiens, erhielt die Grafschaft Amiens
- Heribert IV., Graf von Vermandois, sein Schwager, erhielt die Grafschaft Valois
- Theobald III., Graf von Blois und Troyes, sein anderer Schwager, bemächtigte sich der Grafschaft Bar-sur-Aube und der Grafschaft Vitry.

## Stammliste (Auszug)
1. Hucbald, † nach 890, Graf von Ostervant; ⚭ Heilwig, † wohl nach 895, Tochter von Markgraf Eberhard von Friaul (Unruochinger), sie heiratete in zweiter Ehe Roger I. Graf von Laon, † Winter 926
  1. Raoul I. de Gouy, † 926, 915 Graf, wohl Graf von Ostervant, 923 Graf von Amiens, Valois und Vexin; ⚭ NN, Tochter oder Schwester von Ermenfrid, Graf von Amiens 901/919
    1. Raoul II. (Raoul de Cambrai), X 944, Graf von Valois, Amiens und Vexin, gründet Castrum Crépy vor 943; ⚭ Liégardis, Gräfin von Mantes (Medunta) und Meulan (Meulanto) um 985/987, † 12. November 990/991, sie heiratete in zweiter Ehe Galéran aus der Familie der Vizegrafen von Chartres, Graf von Meulan, † 11. November 985/987 (Haus Le Puiset)
      1.  ? Gautier (Walterius) I., † 992/998, 965 Graf von Valois, Amiens und Vexin; ⚭ I Eve, ⚭ II Adele, 987 bezeugt, wohl Tochter von Fulko II., Graf von Anjou (Erstes Haus Anjou)
        1. (II) Gautier II. le Blanc, nach 998/1017 bezeugt, Graf von Valois, Amiens und Vexin, 1017 Graf von Mantes
          1. Dreux (Drogo), † 1035, Graf von Amiens, Mantes, Pontoise und Vexin; ⚭ Goda, Tochter von Æthelred II., König von Wessex (Haus Wessex), heiratete in zweiter Ehe Eustach II., Graf von Boulogne (Haus Boulogne)
            1. Gautier III., † 1063, Graf von Amiens und Vexin, 1063 Titulargraf von Maine; ⚭ Berthe (Biota) von Maine, † 1063, Tochter von Graf Herbert I. (Zweites Haus Maine)
            2. Foulques, † nach 1077, 1057 Bischof von Amiens
            3. Raoul, 1055 Earl of Hereford, † 1057 – Nachkommen: die Familien Ewias, Sudeley und Tracy

          2. Raoul III., † 1060, Graf von Amiens und Valois, wohl auch Graf von Crépy
            1. Raoul IV., † 1074, Graf von Valois, Crépy und Vitry, 1064 Graf von Amiens und Vexin, Vogt (avoué) von Saint-Denis, Jumièges, Saint-Wandrille, Saint-Pierre in Chartres und Saint-Arnoul in Crépy; 
⚭ I Adele, Tochter von Nocher III., Graf von Bar-sur-Aube, Witwe von Renaud de Semur-en-Brionnais, Renard, Graf von Joigny, und Roger de Vignory; 
⚭ II Haquenez; 
⚭ III um 1061 Anna von Kiew, † 1075/89, Tochter von Jaroslaw der Weise Großfürst von Kiew (Rurikiden), 1060/1067 Regentin von Frankreich als Witwe von König Heinrich I. (Henri I.) (1008–1060) und Mutter des neuen Königs Philipp I. (Stammliste der Kapetinger)
              1. (I) Gautier, X 6. September 1065/1067, 1053 Graf von Bar-sur-Aube
              2. (I) Simon, 1069 bezeugt, † 30. September 1080 in Rom, Graf von Amiens, Valois, Montdidier, Bar-sur-Aube, Vitry und Vexin, 1077 Mönch in Saint-Claude (Jura), 1082 begraben im Petersdom
              3. (I) Tochter, wohl Elisabeth; ⚭ Barthélemy de Broyes, Herr von Broyes und Beaufort, † nach 1072 (Maison de Broyes)
              4. (I) Adèle, Gräfin von Valois; ⚭ vor 1068 Heribert IV., Graf von Vermandois, 1077 Graf von Valois (Karolinger)
              5. (I) Adélaide, † 12. Mai 1093/1100; ⚭ vor 1061 Theobald III. Graf von Blois, Troyes etc., † 29./30. September 1089 (Haus Blois)

            2. Thibaut, 1047 bezeugt, Seigneur de Nanteuil-le-Haudouin, wohl identisch mit Thibaut de Crépy, 1061 bezeugt

          3. Foulques, 992–995 und 1032–vor 1036 Bischof von Amiens
          4. Tochter; ⚭ Hugo I., Graf von Meulan, † kurz nach 1005

        2. (II) Guy, 966–985 und 995–1005 Bischof von Soissons